# IC 4193
IC 4193 је елиптична галаксија у сазвјежђу Ловачки пси која се налази на листи објеката дубоког неба у Индекс каталогу.
Деклинација објекта је + 39° 25' 24" а ректасцензија 13h 6m 6,2s. Привидна величина (магнитуда) објекта IC 4193 износи 14,6 а фотографска магнитуда 15,6. IC 4193 је још познат и под ознакама CGCG 217-11, PGC 45342.